# Huntsville (Texas)
Huntsville város az USA Texas államában. Lakosainak száma 45 941 fő (2020. április 1.).

## Népesség
A település népességének változása:

| 2010 | 38 548 |
| 2020 | 45 941 |